# هي - الشيطان (فلم)
هي - الشيطان (بالإنجليزية: She-Devil) فيلم كوميديا سوداء أمريكي للمخرجة سوزان سيدلمان عام 1989. كتب السيناريو باري ستروجاتز  - مارك ر. بيرنز  عن رواية فاي ويلدون "حياة وحب هي - الشيطان" الصادرة عام 1983. الفيلم من بطولة ميريل ستريب، روزان بار (في ظهورها الأول)، إد بيجلي جونيور، سيلفيا مايلز، وليندا هانت  وتدور الأحداث حول روث، ربة البيت البدينة، التي تحاول إرضاء زوجها بوب ولكنه يقيم علاقة غرامية مع ماري، الروائية المشهورة بالروايات الرومانسية، وتقرر روث أن تظهر حقيقة بوب وماري لبعضهما البعض، مع خلق حياة جديدة ناجحة.
الفيلم هو الإصدار الثاني لرواية فاي ويلدون بعد المسلسل التلفزيوني "حياة وحب هي - الشيطان" الذي تم بثه في عام 1986، تم تصوير الفيلم وسط استراحة الموسم الأول من مسرحية "روزان" الكوميدية لنجمة الستاند آب كوميدي "روزان بار" في مدينة نيويورك طوال ربيع وصيف 1989، قررت ستريب، التي كانت واحدة من أوائل الممثلات اللواتي قرأن سيناريو الفيلم، أن تلعب دور "روث" بنفسها ولكنها تراجعت واختارت لاحقًا أن تلعب دور "فيشر" بدلاً من ذلك، حيث شعرت أنها تعاملت مع موضوع مشابه في فيلمها السابق "ملائكة الشر" (الذي يحمل عنوان آخر "صرخة في الظلام") عام 1988.
منح موقع قاعدة بيانات الأفلام على الإنترنت (IMDB) الفيلم درجة 5.6/ 10.

## طاقم التمثيل
ميريل ستريب: في دور ماري فيشر (روائية رومانسية)
روزان بار: في دور روث باتشيت
إد بيجلي جونيور: في دور روبرت "بوب" باتشيت (زوج روث)
ليندا هانت: في دور هوبر (ممرضة في دار رعاية المسنين)
سيلفيا مايلز: في دور فرانسين فيشر (والدة ماري)
إليسيبيث بيترز: في دور نيكوليت باتشيت
بريان لاركن: في دور آندي باتشيت
مارتينيز: في دور جارسيا
ماريا بيتيلو: في دور أوليفيا هوني
ماري لويز ويلسون: في دور السيدة ترامبر
سوزان ويليس: في دور يوت
جاك جيلبين: في دور لاري
روبن ليتش: في دور روبن ليتش
نيتشي باريت: في دور سكرتيرة بوب
جون جابل: في دور سمسار عقارات
روزانا كارتر: في دور القاضي براون
لوري تان تشين: في دور فيستا روز وومان
سالي جيسي رافائيل: في دور سالي جيسي رافائيل 

## أحداث الفيلم
تحاول روث باتشيت (روزان بار)، الزوجة ذات الوزن الزائد والأم اليائسة، إرضاء زوجها المحاسب بوب (إد بيجلي جونيور)، الذي يحاول التفوق في عمله. يلتقي بوب بالروائية الرومانسية النرجسية ماري فيشر (ميريل ستريب) في حفل عشاء، وتبدأ علاقة غرامية. تعلم روث بالأمر، وتواجه بوب أثناء زيارة والديه، ويتركها بوب ويغادر البيت. تشعر روث بغضب شديد وتأخذ على نفسها عهداً بالانتقام من زوجها ومن ماري. تبدأ روث في إحصاء كل ما يمتلكه بوب وما يعتز به: منزله وعائلته وحياته المهنية وحريته، وتخطط لتدميرها.
تنتهز روث فرصة وجود بوب في بيت ماري، بينما أطفالها في المدرسة، وتقوم بتحميل المنزل بكهرباء زائدة، مما يؤدي إلى تدمير المنزل في انفجار هائل. تترك روث الأطفال مع ماري وبوب وتخبره أنها لن تعود.
تتوتر علاقة ماري مع بوب وتبدأ قدرتها على كتابة احدث روايتها الرومانسية تنهار. تستند رواية ماري على علاقتها الرومانسية مع بوب، لكن ناشرها يعتبرها غريبة ومثيرة للاشمئزاز حيث يوجد فصل عن الغسيل. تعمل روث في دار لرعاية المسنين تحت الاسم المستعار "فيستا روز"، حيث تصادق فرانسين (سيلفيا مايلز)، والدة ماري كريهة الفم، وترتب لها العودة إلى العيش مع ماري في لحظة غير مناسبة. كما تقابل هوبر (ليندا هانت)، الممرضة التي تعمل في دار رعاية المسنين منذ 22 عامًا وتدخر على قدر استطاعتها. على الرغم من أن روث تروع هوبر من خلال تبديل المسكنات والروتين العادي لكبار السن سراً لحبوب الفيتامينات والكافيين وأنشطة التخصيب، إلا أنها اكتسبت ثقة هوبر من خلال تعريفها بالحلويات. يتم فصل روث من العمل في دار رعاية المسنين لإلقاء المياه على سرير فرانسين، وتقوم هي و هوبر بتكوين شراكة وبدء وكالة توظيف للنساء المضطهدات اللواتي رفضهن المجتمع. تنجح الوكالة، وتساعد النساء روث في الانتقام من بوب. تتقدم أوليفيا (ماريا بيتيلو)، وهي شابة صغيرة وجذابة، ويتم تعيينها كسكرتيرة بوب حيث يبدأ في النوم معها في المكتب. هذا يجعل ماري تشعر بالوحدة واليأس في الليل، وعندما تصارح أوليفيا لبوب بحبها، يقوم بفصلها من العمل. تكشف أوليفيا لروث أن بوب محتال يقوم بسحب الفائدة من حسابات عملائه، ثم تحويلها إلى حسابه الخارجي.
تكشف والدة ماري أسرارًا محرجة عنها تدمر حياتها المهنية بشكل فعال. تقوم أوليفيا وروث باختراق كمبيوتر بوب لإجراء عملية اختلاس هائلة، ثم إبلاغ مصلحة الضرائب الأمريكية بهذا الأمر. كما ترسل روث صورًا لبوب في الفراش مع أوليفيا إلى ماري. تحاول ماري استعادة السيطرة على حياتها، وتجبر والدتها وأطفال بوب على حسن التصرف، وتقيم حفلة أنيقة لأصدقائها، ولكن يظهر رجال الشرطة مع مذكرة توقيف بوب. يقوم محامي بوب برشوة قاضٍ فاسد لضمان صدور حكم مؤيد، ويخبر ماري عن غير قصد أن بوب كان يسرق حسابها أيضًا، مما يدفعها لهجر بوب. تتم إدانة بوب بالاختلاس ويحكم عليه بالسجن 18 شهرًا.
تقوم روث وأطفالها بزيارة بوب، بعد 16 شهرًا، الذي يصبح على علاقة ودية مع روث بعد طلاقهما ويتطلع إلى العيش مع أطفاله بعد إطلاق سراحه. تستنتج روث أنه على الرغم من أن الناس يمكن أن يتغيروا كما فعل بوب، إلا أن الجميع لا يفعل ذلك. تعيد ماري إحياء حياتها المهنية من خلال أن تصبح مؤلفة أكثر انتشارًا وهي في وضع توقيع كتاب حول كتاب جديد يحكي كل شيء، حيث توقع كتابًا لروث ولكنها لا تتعرف عليها.

## استقبال الفيلم
أنتجت شركة "اورايون بيكتشرز" الفيلم وصدر في 8 ديسمبر 1989، وحقق 15.5 مليون دولار في شباك التذاكر. أشاد النقاد بأداء بار وستريب لكنهم انتقدوا الفيلم بسبب لهجته. رشحت ميريل ستريب لجائزة غولدن غلوب لأفضل ممثلة.
منح موقع "الطماطم الفاسدة" الفيلم تقييماً مقداره 43% بناءاً على آراء 21 ناقداً سنيمائياً.
منح موقع "ميتاكريتيك" الفيلم تقييماً مقداره 45% بناءاً على آراء 21 ناقداً سنيمائياً.
كتب الناقد السينمائي روجر إيبرت، في 8 ديسمبر 1989، متعجباً من الفرصة الكبيرة التي نالتها الممثلة التي تضع أول خطواتها على سلم الفن: "نحن في حالة اندهاش، لأن بار قامت بعمل شامل في توثيق حياتها ... ها هي امرأة لم تستطع الحصول على توقيع شخصي من ميريل ستريب قبل بضع سنوات فقط، ناهيك عن سرقة مشهد منها"، ومنح الفيلم ثلاثة نجوم من أصل أربعة.

## وصلات خارجية
https://elcinema.com/work/2008461 هي - الشيطان (فلم)
https://letterboxd.com/film/she-devil/ هي - الشيطان (فلم)
https://www.imdb.com/title/tt0098309/ هي - الشيطان (فلم)
https://www.blu-ray.com/She-Devil/327636/ هي - الشيطان (فلم)
https://www.filmaffinity.com/us/film908042.html هي - الشيطان (فلم)
https://www.themoviedb.org/movie/11157-she-devil هي - الشيطان (فلم)
http://www.simplystreep.com/projects/1989-she-devil/ هي - الشيطان (فلم)
https://www.tcm.com/tcmdb/title/89845/she-devil#overview هي - الشيطان (فلم)